# Luttike Rijn
Pour les articles homonymes, voir Rhin (homonymie).
Le Petit Rhin ou Luttike Rhin (en néerlandais : Luttike Rijn) est un cours d'eau néerlandais situé dans la province de la Hollande-Méridionale.

## Étymologie
« Luttike » est un mot apparenté à l'anglais little et signifie « petit » (klein en néerlandais standard).

## Géographie

### Situation
Le Petit Rhin est un bras secondaire du Vieux Rhin. Il s'en détache en rive droite au lieu-dit de Gnephoek, sur la commune d'Alphen-sur-le-Rhin. Le Luttike Rhin coule parallèlement au Vieux Rhin sur 3 km avant de rejoindre de nouveau le Rhin à Koudekerk aan den Rijn. À cet endroit s'élevait autrefois le Château de Groot Poelgeest. 
La rivière n'est pas navigable à cause du grand nombre des petits ponts bas qui l'enjambent.